# Heavenly Sword (Film)
Heavenly Sword ist ein US-amerikanischer, computeranimierter 3D-Actionfilm von Gun Ho Jung, der auf der gleichnamigen Videospiel von Ninja Theory basiert.

## Inhalt
Um den gefährlichen Krieger namens Raven Lord zu besiegen, wurde ein heiliges Schwert von einer göttlichen Macht erschaffen. Aber das Schwert besitzt ein Fluch, der dafür sorgt, dass jeder Mensch, der es benutzt stirbt. Allerdings gibt es einen Auserwählten, der nach dem Benutzen des Schwertes nicht stirbt. Im Glauben, diese Vorhersage zu erfüllen, nimmt Nariko die Schwert an sich. Sie möchte den König Bohan und seine Armee töten, da er Narikos Clan ausgerottet hat. Nach einer Zeit merkt Nariko, dass sie doch die auserwählt wurde. Jetzt beginnt für Nariko ein Wettlauf gegen die Zeit.

## Produktion und Veröffentlichung
Für die Produktion des Films verwendete Blockade umfangreiche Assets aus dem Originalspiel, darunter eine große Menge an Material, das von Andy Serkis archiviert wurde. Nachdem die anfängliche Kürzungen positiv aufgenommen wurden, wurde der Film bei der Internationalen Filmfestspiele von Cannes gezeigt, wo sich mehrere Käufer dafür entschieden, den Film in ihren jeweiligen Märkten im Kino herauszubringen. Die Schauspielerin Anna Torv, die Nariko im Originalspiel gesprochen hat, kehrte zurück, um die Figur erneut zu sprechen. Bohan wurde diesmal von Alfred Molina gesprochen, da der ursprüngliche Synchronsprecher Andy Serkis nicht verfügbar war. Außerdem sprach Thomas Jane als Loki.
Der Film kam am 2. September 2014 raus. Am 24. März 2016 erschien der Film in einer ungekürzten Fassung mit der Altersfreigabe „ab 16 Jahren“ in Deutschland.

## Synchronisation
| Figur       | Synchronsprecher (Original) |
| ----------- | --------------------------- |
| Nariko      | Anna Torv                   |
| Bohan       | Alfred Molina               |
| Loki        | Thomas Jane                 |
| Kai         | Ashleigh Ball               |
| Flying Fox  | Barry Dennen                |
| Whiptail    | Renae Geerlings             |
| Roach / Kyo | Nolan North                 |

## Rezeption
- Lexikon des internationalen Films: „Mit geringem Budget realisierter Fantasy-Animationsfilm nach einem PlayStation-3-Spiel; die lieblose Umsetzung erweist sich als müder Abklatsch der für den Computer weit aufwändiger animierten Handlung.“[5]